# Anna Kuliscioff
Anna Kuliscioff, ros. Анна Кулишёва, właśc. Anija Mojszejewna Rosenstein, ros. Анна Моисеевна Розенштейн (ur. 9 stycznia 1855 w Moskai, zm. 27 grudnia 1925 w Mediolanie) – rosyjska anarchistka oraz feministka żydowskiego pochodzenia. Większość swojego dorosłego życia spędziła na emigracji we Włoszech.

## Życiorys
Anna Kuliscioff urodziła się w 1855 we wsi Moskaja na Krymie wchodzącym w skład Imperium Rosyjskiego. W 1871 wyjechała do Szwajcarii, gdzie rozpoczęła studia na wydziale filozofii uniwersytetu w Zurychu. Po ukończeniu studiów wróciła do Rosji, gdzie zaczęła działalność polityczną.
W 1877 w związku z prześladowaniami przez władzę rosyjskie Kuliscioff wyemigrowała do Szwajcarii, gdzie poznała swojego pierwszego męża, włoskiego anarchistę Andrea Costę, z którym udała się do Paryża. Rok później została wydalona z Francji, a następnie osiedliła się na terytorium Włoch. W 1880 roku Kuliscioff ponownie udała się do Szwajcarii, gdzie podjęła studia medyczne.
W 1888 po ukończeniu studiów medycznych Kuliscioff podjęła studia specjalizacyjne w dziedzinie ginekologii na uczelniach w Padwie oraz Turynie. Po uzyskaniu dyplomu specjalisty otworzyła gabinet medyczny w Mediolanie, gdzie poznała Filippo Turatiego, który wkrótce został jej partnerem. Wraz z Turattim, znanym socjalistą, uczestniczyła we współzawodnictwie Włoskiej Partii Socjalistycznej (PSI). W ciągu następnych lat Kuliscioff pełniła funkcję liderki partyjnego skrzydła reformatorskiego (opartego na zasadach marksizmu), skutecznie broniąc PSI przed dominacją komunistów (Włoska Partia Komunistyczna powstała w 1921 po rozłamie w PSI), a także wpływami irredentstów zjednoczonych pod przywództwem Benito Mussoliniego (opuścił on partię w 1912).
W 1921 Kuliscioff, Turati oraz Giacomo Matteotti założyli Zjednoczoną Partię Socjalistyczną.
Anna Kuliscioff zmarła 27 grudnia 1925 w Mediolanie na gruźlicę.

## Wybrane publikacje
- Il monopolio dell'uomo: conferenza tenuta nel circolo filologico milanese (1894)
- Il voto alle donne: polemica in famiglia per la propaganda del suffragio universale in Italia (razem z F. Turati; 1910)
- Proletariato femminile e Partito socialista: relazione al Congresso nazionale socialista 1910 (1910)
- Donne proletarie, a voi...: per il suffragio femminile, Milán, Società editrice Avanti! (1913)
- Lettere d'amore a Andrea Costa, 1880-1909, Milán, Feltrinelli (1976)